# 马达西奇公司
马达西奇公司（烏克蘭語：ВАТ «Мотор Січ»）是一家總部位于乌克兰扎波罗热的航空發動機和工業船用燃氣輪機制造商。是前蘇聯最重要軍民航太廠商之一，蘇聯解體後歸烏克蘭所有，是烏克蘭最大的航空發動機製造廠，為一間股份有限公司（JSC），2022年戰後將其收歸國有。

## 产品

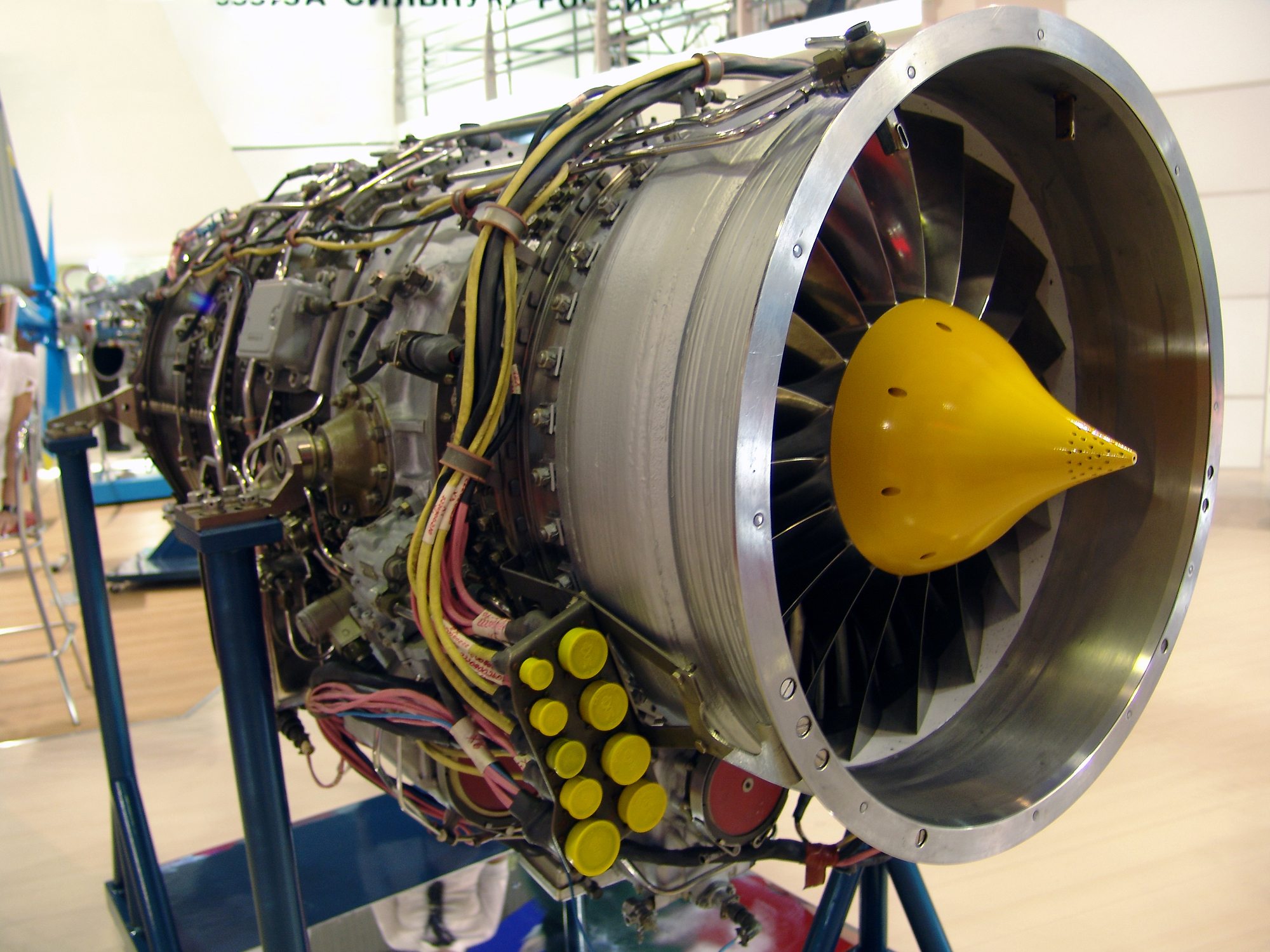
AI-222

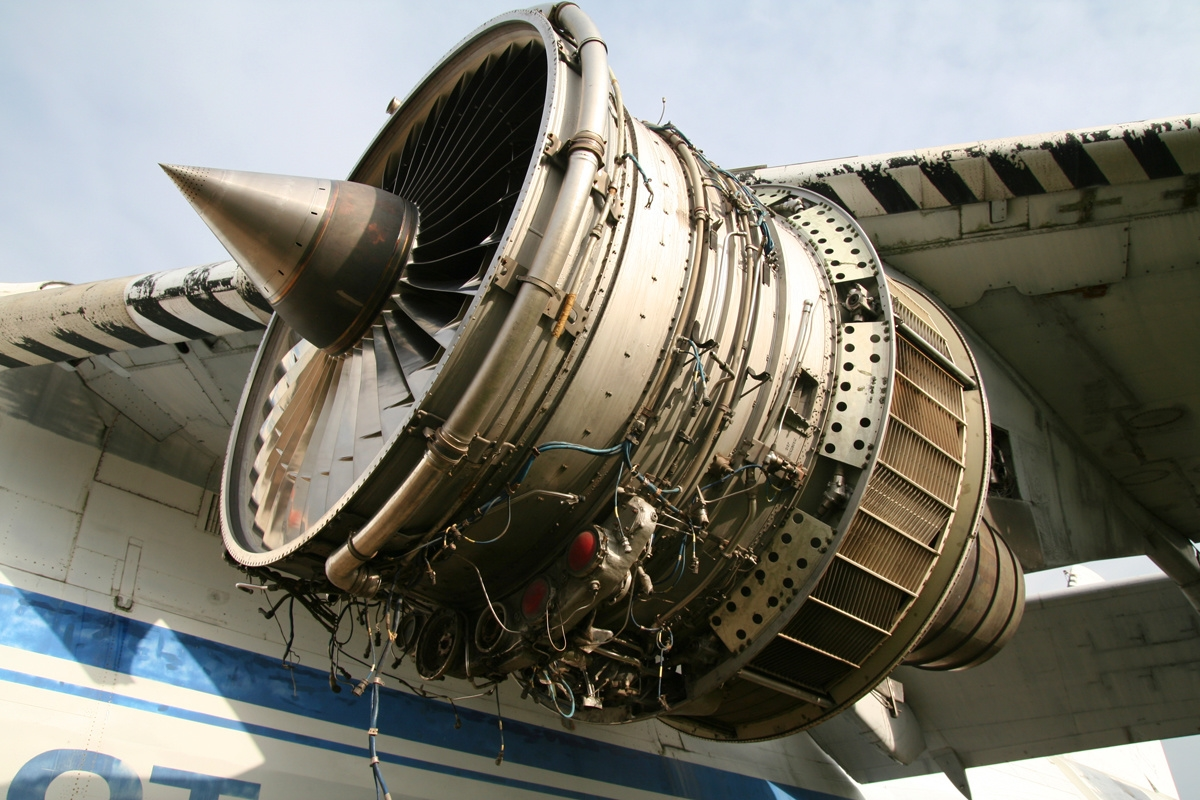
D-18T

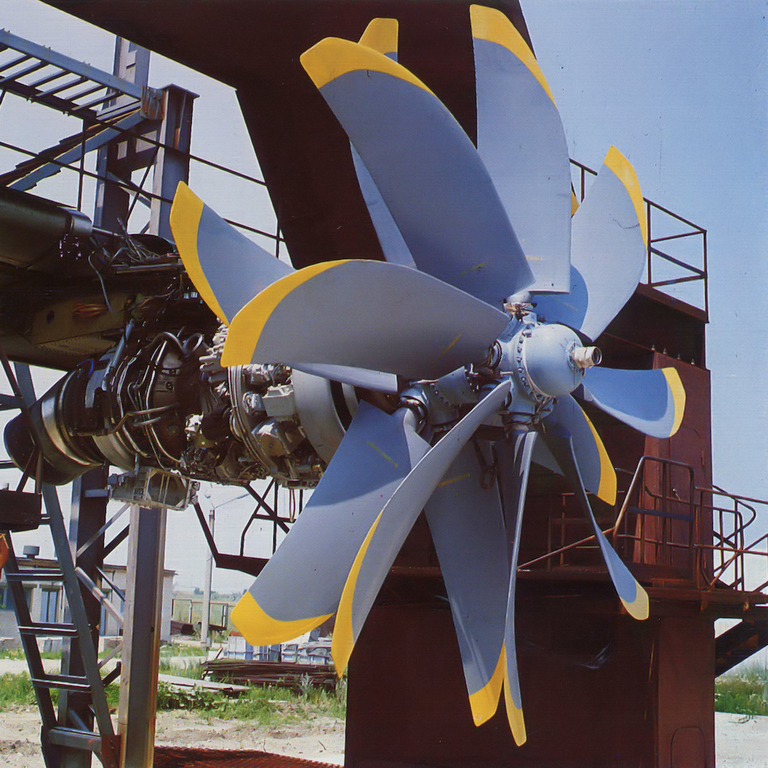
D-27

### 渦扇發動機
- AI-22
- AI-222
- AI-322（英语：Ivchenko-Progress AI-322）
- D-18T
- D-36（英语：Progress D-36）
- D-436（英语：Progress D-436）

### 槳扇發動機
- D-27（英语：Progress D-27）

### 渦軸發動機
- D-136（英语：Lotarev D-136）
- MS-500V（英语：Motor Sich MS-500V）
- TV3-117（英语：Klimov TV3-117）

## 北京天驕航空收購案
蘇聯解體後，中烏雙方展開了很密切的長期合作關係，該公司的發動機技術力正好彌補解放軍在航空發動機上的不足，因此也針對中國市場開發了多個定制產品成為主要業務。
2017年北京天驕航空宣布發動收购该公司51%的股份的計畫，当年9月份乌克兰法院以国家安全審查为由将此收购暫時冻结。北京天驕航空承诺以2.5亿美元收购，并在重庆建设生产线。美国对此持批评态度。乌克兰政治家奥列格·莱什科回复：“如果美国人不想让我们把它卖给中国人，那么就让他们遞補這市場。”2019年8月26日，在美國的反對下，中國資本收購了马达西奇公司50%以上股份，但仍需乌克兰反垄断委员会批准，而產品面合作將繼續執行。
而2017年7月底，天驕航空發動機進口關鍵設備到位重慶廠地面試車，目標為年產千台引擎的產量。2018年初美國媒體曾傳中國與烏克蘭在航空發動機領域的合作中斷，但在閉幕的當屆珠海航展上的產品展示已打破相關謠言。北京天驕航空產業投資有限公司及旗下重慶天驕航空動力有限公司和马达西奇聯合參展，並公開展出將來在重慶廠聯合生產的四款發動機。《環球時報》指出雙方展現合作的業務體系已經達到新里程碑。
2019年12月17日信威集团发布公告澄清，收购马达西奇尚未得到乌克兰反垄断委员会核准。
2021年2月1日乌克兰政府对参与收购乌克兰马达西奇公司的中国企业和个人实施制裁。
2021年2月18日上市公司信威集团（ST信威）发布公告称，乌克兰反垄断委员会拒绝了中国投资者天骄航空收购马达西奇的反垄断审查申请。
虽然最大股东北京天骄航空和中国政府强烈反对，但在2021年3月11日乌克兰国家安全与国防事务委员会秘书阿列克谢·达尼洛夫宣布，由于航空航天公司马达西奇对乌国家安全具有战略重要性，乌克兰将把它重新国有化。
2022年11月7日，乌克兰总统泽连斯基在社交媒体上宣布，将马达西奇等具有战略意义的企业收归国有。北京天驕航空發聲明反對，表示烏克蘭當局是在「無恥掠奪中國在海外的資產」，強調會採取一切合法方式維權。

## 参閲
- 伊夫琴科-进步设计局